# سوفي مولر (منتج أفلام)
سوفي مولر (بالإنجليزية: Sophie Muller)‏ (و. 1962  م) هي منتجة أفلام، ومخرجة أفلام بريطانية، ولدت في مرليبون، بدأت مشوارها المهني سنة 1982.

## التعليم
تعلمت في الكلية الملكية للفنون، وتحصلت منها على ماجستير، وتعلمت في سنترال سانت مارتينز
.

## جوائز وترشيحات
حصلت على جوائز منها:

جائزة جرامي لأفضل فيلم موسيقي ‏ (1992)
ترشحت لـ:
جائزة جرامي لأفضل فيلم موسيقي ‏ (2012).

## وصلات خارجية
- سوفي مولر على موقع IMDb (الإنجليزية)
- سوفي مولر على موقع ميوزك برينز (الإنجليزية)
- سوفي مولر على موقع ديسكوغز (الإنجليزية)
- سوفي مولر على موقع قاعدة بيانات الفيلم (الإنجليزية)

- سوفي مولر في قاعدة بيانات الأفلام على الإنترنت